# Mordellistena pulchra
Mordellistena pulchra là một loài bọ cánh cứng trong họ Mordellidae. Loài này được Liljeblad miêu tả khoa học năm 1917.